# Paulina de Orange-Nassau
Paulina de Orange-Nassau (Guilhermina Frederica Luísa Paulina Carlota; 1 de Março de 1800 – 22 de Dezembro de 1806) foi uma princesa da Casa de Orange-Nassau.

## Vida

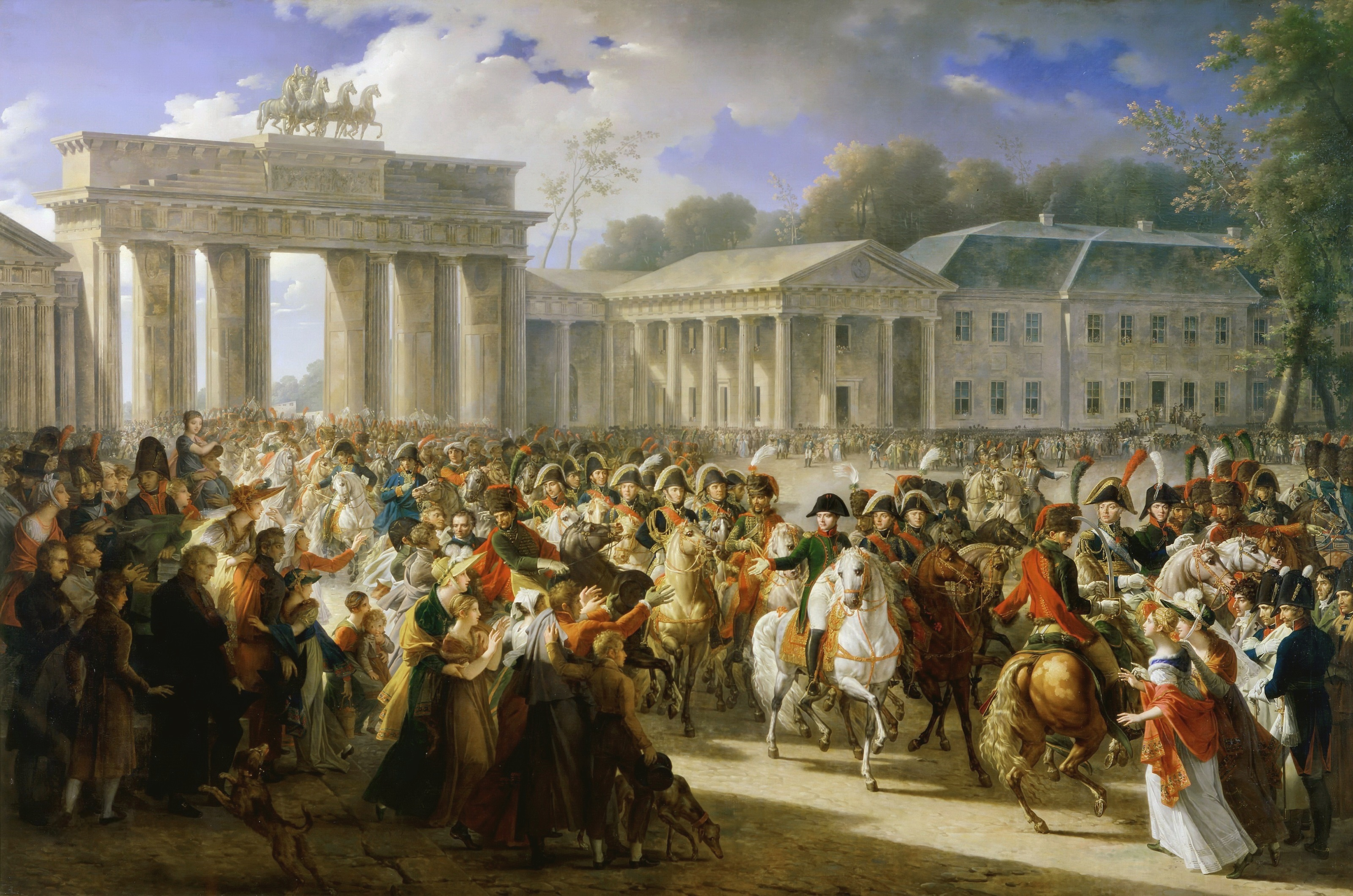
A entrada de Napoleão em Berlim a 27 de Outubro de 1806, por Charles Meynier.

Paulina nasceu em Berlim, quando os seus pais estavam em viver em exílio durante a época em que os Países Baixos foram ocupados pela França. Foi a terceira filha e primeira menina a nasceu do futuro rei Guilherme I dos Países Baixos e da sua esposa, a princesa Guilhermina da Prússia. Os seus dois irmãos mais velhos eram o futuro rei Guilherme II e o príncipe Frederico dos Países Baixos.  Os seus pais tiveram outro filho, que nasceu morto, em 1795. A sua irmã mais nova, Mariana, nasceu quatro anos após a morte de Paulina.
Em 1803, Paulina e a família mudaram-se para os territórios da família Nassau na Alemanha, onde Paulina conheceu os seus avós paternos pela primeira vez. Os seus avós gostara logo dela e o seu avô, Guilherme V deu-lhe a alcunha de Polly. O seu avô tinha um carinho especial por ela, uma vez que nenhum dos governantes mais recentes de Nassau-Orange tinha tido uma neta durante a sua vida. Durante um baile para comemorar o aniversário do pai de Paulina, o velho príncipe dançou com a neta no grande salão de baile do castelo. A partir de 1804, a família viveu com Guilherme V em Berlim, cidade onde o príncipe tinha um palácio na Unter den Linden (No. 36). O palácio era conhecido como Niederländische Palais (o Palácio dos Países Baixos). Aos cinco anos de idade, Paulina e os irmãos mais velhos começaram a passar mais tempo com os avós em Oranienstein. Em Agosto de 1806, os seus pais tiveram mais um filho que nasceu morto.
A cidade de Berlim foi ocupada pelas tropas francesas a 27 de Outubro de 1806 e a cidade de Küstrin a 1 de Novembro. O exército prussiano, comandado por Gebhard Leberecht von Blücher rendeu-se a 7 de Novembro. O pai de Paulina, que se tinha tornado prisioneiro de guerra após a Batalha de Jena-Auerstedt a 14 de Outubro, foi libertado nesta altura.
Em Outubro de 1806, Paulina viajou com a mãe e os irmão para Königsberg para fugir às tropas francesas. A jovem princesa tinha problemas de saúde desde que nasceu, provavelmente devido à gravidez complicada da sua mãe. Segundo os médicos, sofria de uma espécie de febre nervosa. Devido ao mau tempo que a família enfrentou ao fugir de Berlim, a sua saúde começou a piorar rapidamente. A 15 de Dezembro de 1806 o seu estado de saúde tornou-se alarmante e a jovem princesa acabaria por morrer uma semana depois, a 22 de Dezembro. Foi difícil afastar a sua mãe do seu leito de morte e muitos temeram pela sua saúde mental. Segundo algumas fontes, Paulina morreu em casa de um presidente da câmara que tinha dado alojamento temporário à família, no entanto, outras fontes afirmam que a princesa morreu em Freienwalde, uma das propriedades da família real prussiana a oeste de Berlim, perto do rio Oder.  Essa propriedade tinha sido ocupada recentemente pela sua avó materna, a princesa Frederica Luísa de Hesse-Darmstadt.
Não há dúvidas de que Paulina foi sepultada em Freienwalde. Só em 1813 foi erguido um monumento da autoria de Johann Gottfried Schadow na sua sepultura. O local foi negligenciado ao longo de vários anos e seria redescoberto já em 1909 pelo novo proprietário de Freienwalde, Walther Rathenau, que encontrou uma sepultura desgastada na propriedade, com o nome de Paulina. Esta notícia foi imediatamente comunicada à rainha Guilhermina dos Países Baixos, que pediu a exumação dos restos mortais da princesa. Sem grande pompa, os restos mortais de Paulina foram levados para os Países Baixos pelo embaixador holandês em Berlim, o barão Gevers, e pelo camareiro Van den Bosch em Março de 1911. Durante a viagem, a urna de bronze onde foram colocados os restos mortais foi transportada dentro de uma mala. A 7 de Abril de 1911, os restos mortais de Paulina foram finalmente sepultados do Jazigo Real da Nieuwe Kerk em Delft. O texto da sua campa diz: "Grabmal of Friderike Louise Pauline Charlotte Wilhelmine Prinzessin von Nassau und Oranien - Born zu Berlin den 1 Maerz 1800 - died zu Freienwalde 22d Dezember 1806".

## Genealogia
| Paulina de Orange-Nassau | Pai: Guilherme I dos Países Baixos | Avô paterno: Guilherme V, Príncipe de Orange    | Bisavô paterno: Guilherme IV, Príncipe de Orange   |
| Paulina de Orange-Nassau | Pai: Guilherme I dos Países Baixos | Avô paterno: Guilherme V, Príncipe de Orange    | Bisavó paterna: Ana, Princesa Real                 |
| Paulina de Orange-Nassau | Pai: Guilherme I dos Países Baixos | Avó paterna: Guilhermina da Prússia             | Bisavô paterno: Augusto Guilherme da Prússia       |
| Paulina de Orange-Nassau | Pai: Guilherme I dos Países Baixos | Avó paterna: Guilhermina da Prússia             | Bisavó paterna: Luísa de Brunsvique-Volfembutel    |
| Paulina de Orange-Nassau | Mãe: Guilhermina da Prússia        | Avô materno: Frederico Guilherme II da Prússia  | Bisavô materno: Augusto Guilherme da Prússia       |
| Paulina de Orange-Nassau | Mãe: Guilhermina da Prússia        | Avô materno: Frederico Guilherme II da Prússia  | Bisavó materna: Luísa de Brunsvique-Volfembutel    |
| Paulina de Orange-Nassau | Mãe: Guilhermina da Prússia        | Avó materna: Frederica Luísa de Hesse-Darmstadt | Bisavô materno: Luís IX, Conde de Hesse-Darmstadt  |
| Paulina de Orange-Nassau | Mãe: Guilhermina da Prússia        | Avó materna: Frederica Luísa de Hesse-Darmstadt | Bisavó materna: Carolina do Palatinado-Zweibrücken |